# نديم (اسم)
نديم هو اسم علم مذكر من أصل عربي، ومعناه هو الرفيق الجليس الصاحب الأنيس.

## الأصل اللغوي
معناه: الرفيق، الجليس، الصاحب، الأنيس، المُجالس في مجالس الطرب. والنديم ( ت 235هـ) صاحب الفهرست.

## شخصيات تحمل الاسم
- نديم البرغوثي (لاعب كرة قدم فلسطيني، 9 مايو 1989 – )
- نديم الجميل (سياسي لبناني، 1 مايو 1982 – )
- نديم بوزا (لاعب كرة سلة بوسني، 10 مايو 1995 – )
- نديم دال (لاعب كرة سلة تركي، 3 مايو 1975 – )
- نديم رميلي (لاعب كرة يد فرنسي، 18 يوليو 1995 – )
- نديم صباغ (لاعب كرة قدم سوري، 4 أغسطس 1985 – )
- نديم صوالحة (ممثل بريطاني\أردني، 9 سبتمبر 1935 – )
- نديم كريم المقصوصي (لاعب كرة قدم عراقي، 1989 – )
- نديم كورسل (كاتب تركي، 5 أبريل 1951 – )
- نديم يوجيل (لاعب كرة سلة تركي، 22 أبريل 1979 – )

## وصلات خارجية
- موسوعة السلطان قابوس لأسماء العرب